# 约安娜·马尔维茨
约安娜·马尔维茨（德語：Joana Mallwitz，1986年—），德国指挥家、钢琴家。

Joana Mallwitz

## 生平
约安娜·马尔维茨出生于希尔德斯海姆，父母都是教师。五岁时开始学习音乐，后入读汉诺威音乐与戏剧学院学习指挥和钢琴，师从大植英次、卡尔-海因茨·凯莫林等教授。
2006年，马尔维茨进入海德堡歌剧院工作，担任声乐指导和指挥。2014年，年仅27岁的马尔维茨被任命为埃尔福特歌剧院音乐总监，是欧洲最年轻的音乐总监，2018年起兼任纽伦堡国家剧院的同一职务。
2019年，《歌剧世界》评选马尔维茨为“年度指挥家”。2020年，萨尔茨堡音乐节一百周年时，马尔维茨作为首位女性指挥负责了开幕系列歌剧《女人皆如此》。